# Società per l'Educazione Fisica Torres 1960-1961
Questa voce raccoglie le informazioni riguardanti la Società per l'Educazione Fisica Torres nelle competizioni ufficiali della stagione 1960-1961.

## Rosa
| N. |                   | Ruolo | Calciatore        |
| -- | ----------------- | ----- | ----------------- |
|    | Italia (bandiera) |       | Bacci             |
|    | Italia (bandiera) | P     | Salvino Biagi     |
|    | Italia (bandiera) | C     | Giorgio Bisiacchi |
|    | Italia (bandiera) | C     | Giuseppe Cadè     |
|    | Italia (bandiera) | A     | Salvatore Cocco   |
|    | Italia (bandiera) | D     | Michele Colusso   |
|    | Italia (bandiera) | C     | Gastone Contin    |
|    | Italia (bandiera) | C     | Ali Fogli         |
|    | Italia (bandiera) | A     | Andrea Gaio       |
|    | Italia (bandiera) | A     | Primo Galasi      |

| N. |                   | Ruolo | Calciatore        |
| -- | ----------------- | ----- | ----------------- |
|    | Italia (bandiera) | C     | Pier Luigi Galli  |
|    | Italia (bandiera) | D     | Guido Galeotti    |
|    | Italia (bandiera) | C     | Luigi Lai         |
|    | Italia (bandiera) | A     | Marzio Lepri      |
|    | Italia (bandiera) |       | Marigliani        |
|    | Italia (bandiera) | C     | Sergio Sabbatini  |
|    | Italia (bandiera) | C     | Giulio Sebastiani |
|    | Italia (bandiera) | C     | Pacifico Serafini |
|    | Italia (bandiera) | P     | Sandro Tedde      |
|    | Italia (bandiera) | A     | Duilio Travison   |